# Проблема солнечных нейтрино
Проблема солнечных нейтрино, или проблема дефицита солнечных нейтрино, — проблема астрофизики, которая состояла в различии между теоретически предсказанным и наблюдаемым количеством нейтрино, излучаемых Солнцем. Проблема считается решённой: обнаружены нейтринные осцилляции, из-за которых часть электронных нейтрино превращается в нейтрино других типов, не наблюдаемые в нейтринных детекторах некоторых видов. С учётом осцилляций, поток нейтрино всех типов согласуется со значениями, которые предсказываются теорией.
Проблема солнечных нейтрино возникла после того, как в 1968 году были опубликованы результаты первого эксперимента по наблюдению этих частиц: тогда было обнаружено, что их приблизительно в три раза меньше, чем предсказывалось теорией. Для решения проблемы выдвигались различные гипотезы: идея о существовании нейтринных осцилляций была выдвинута в том же 1968 году, а экспериментально подтвердилась в 2002 году, что решило проблему солнечных нейтрино. В 2015 году за открытие осцилляций Такааки Кадзита и Артур Макдональд были удостоены Нобелевской премии по физике.

## Описание

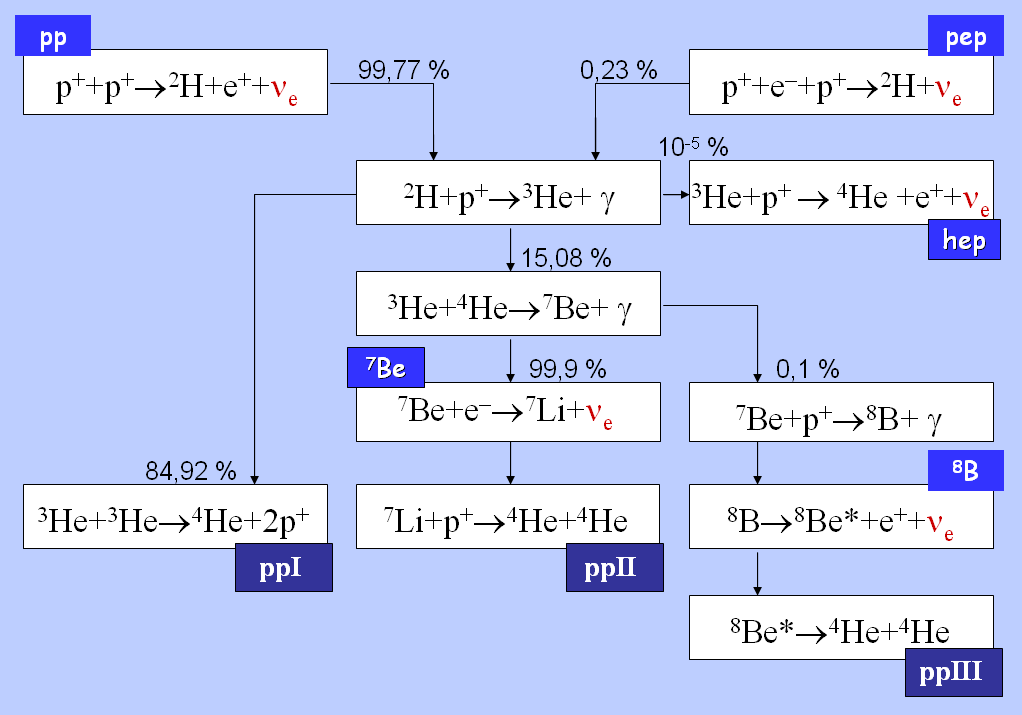
Реакции протон-протонного цикла

В ядрах звёзд, в том числе и Солнца, температура и давление достаточно высоки, чтобы там протекали термоядерные реакции. В случае Солнца это различные реакции ядерного горения водорода, при которых четыре протона превращаются в ядро гелия — в первую очередь несколько цепочек реакций протон-протонного цикла. В этих реакциях выделяется энергия, большая часть которой постепенно переносится фотонами на поверхность Солнца, после чего в виде фотонов излучается с его поверхности. Остальная энергия выделяется в виде электронных нейтрино ({\displaystyle {\ce {\nu_{e}}}}), которые свободно покидают Солнце, практически не взаимодействуя с его веществом. Однако наблюдаемое количество этих частиц оказалось значительно меньше, чем было предсказано теоретической моделью Солнца, и это расхождение получило название проблемы солнечных нейтрино.

### Выработка солнечных нейтрино
Количество и энергия испускаемых нейтрино зависит от общего темпа реакций и от того, какие именно реакции происходят. Например, в ветви ppI протон-протонного цикла для образования одного ядра гелия дважды происходит следующая реакция, в которой образуется нейтрино с энергией, в среднем равной 0,263 МэВ:
{\displaystyle {\ce {^1_1H + ^1_1H -> ^2_1H + e^+ + \nu_{e}}}}
В ветвях протон-протонного цикла ppII и ppIII при образовании одного ядра гелия вышеуказанная реакция проходит только один раз, зато нейтрино образуются и в других реакциях. Например, ветвь ppII содержит реакцию, в которой появляется нейтрино со средней энергией, равной 0,80 МэВ:
{\displaystyle {\ce {^7_4Be + e^- -> ^7_3Li + \nu_{e}}}}
Другая реакция проходит в ветви ppIII и порождает нейтрино со средней энергией 7,2 МэВ:
{\displaystyle {\ce {^8_5B -> 2^4_2He + e^+ + \nu_{e}}}}
Кроме этих реакций, небольшой вклад в нейтринное излучение вносит, например, CNO-цикл. Наблюдаемый поток нейтрино в принципе позволяет определить частоту этих реакций, а значит, и условия в центре Солнца, от которых частота этих реакций зависит. Поскольку в реакциях протон-протонного цикла на одно ядро гелия рождается два нейтрино и выделяется 26,7 МэВ, а суммарная светимость Солнца составляет 4⋅1033 эрг/с, то в Солнце должно рождаться 1,8⋅1038 нейтрино в секунду. В таком случае, на Земле, удалённой от Солнца на 1 а.е., поток нейтрино должен составлять порядка 1011 частиц в секунду на квадратный сантиметр.

### Наблюдение нейтрино
Нейтрино могут регистрироваться по их взаимодействию с другими частицами. Для этого используются различные нейтринные детекторы, например, хлор-аргонные или галлий-германиевые — хлор при взаимодействии с электронным нейтрино превращается в аргон, а галлий — в германий:
{\displaystyle {\ce {^37_17Cl + \nu_{e}-> ^37_18Ar + e^-}}}
{\displaystyle {\ce {^71_31Ga + \nu_{e}-> ^71_32Ge + e^-}}}
В этих двух реакциях могут участвовать только нейтрино с достаточной энергией: для реакции с хлором энергия должна быть не менее 0,814 МэВ, а для реакции с галлием — не менее 0,2332 МэВ. Следовательно, такие реакции позволяют измерить поток солнечных нейтрино, энергия которых превышает определённый порог. Поток нейтрино, как правило, измеряется в солнечных нейтринных единицах (SNU): такая единица соответствует потоку нейтрино, при котором происходит 10−36 реакций в секунду на один выбранный атом.
С первых экспериментов по наблюдению нейтрино было обнаружено, что поток нейтрино оказывается заметно меньше, чем предсказывается теоретической моделью Солнца. Например, для галлий-германиевого эксперимента наблюдаемый поток нейтрино составлял около 70 SNU, в то время как теория предсказывала значение в 122 SNU. Для хлор-аргонового эксперимента наблюдаемое значение составляло около 2,5 SNU, то есть лишь около трети теоретического значения 8,0 SNU. Это расхождение и стало известно как проблема дефицита солнечных нейтрино.

### Решение
Проблема солнечных нейтрино решается нейтринными осцилляциями: электронные, мюонные и тау-нейтрино могут переходить из одного типа в другой. Поскольку Солнце не производит мюонных и тау-нейтрино, то в результате осцилляций часть электронных нейтрино переходит в остальные два типа. В то же время, мюонные и тау-нейтрино невозможно зарегистрировать некоторыми из методов, которые используются для наблюдения электронных нейтрино, поэтому такие методы и показывают дефицит солнечных нейтрино по сравнению с теорией, не учитывающей осцилляции. Кроме того, при распространении нейтрино в веществе нейтринные осцилляции усиливаются, что известно как эффект Михеева — Смирнова — Вольфенштейна.
Полный поток нейтрино может быть измерен, например, при помощи следующей реакции, в которой могут принимать участие нейтрино всех трёх типов ({\displaystyle {\ce {\nu_{x}}}}):
{\displaystyle {\ce {^2_1H + \nu_{x}-> ^1_1H + n + \nu_{x}}}}
При этом, есть и реакция с участием дейтерия, в которой может участвовать только электронное нейтрино, что позволяет сравнить поток электронных нейтрино с потоком нейтрино всех типов:
{\displaystyle {\ce {^2_1H + \nu_{e}-> 2^1_1H + e^-}}}
Ещё одна возможная реакция — упругое рассеяние нейтрино любого типа на электроне. После такого рассеяния электрон испускает черенковское излучение, которое может быть зарегистрировано, хотя такая реакция более вероятна при столкновении с электронным нейтрино, чем с любым другим:
{\displaystyle {\ce {e^- + \nu_{x}-> e^- + \nu_{x}}}}
Поток нейтрино трёх типов, измеренный таким образом, согласуется с теоретическими расчётами, а сравнение этого потока с потоком электронных нейтрино доказывает существование осцилляций и решает проблему солнечных нейтрино. Кроме того, из наличия осцилляций следует, что нейтрино имеют массу, отличную от нуля.

## История проблемы

### Обнаружение
В 1930 году Вольфганг Паули предположил, что в силу некоторых законов сохранения в ядерных реакциях в Солнце должны вырабатываться нейтральные частицы, позже названные нейтрино. Первые предположения о возможности наблюдения солнечных нейтрино появились в 1940-е годы: их выдвинули Бруно Понтекорво в 1946 году и Луис Альварес в 1949 году. В 1964 году Реймонд Дейвис и Джон Бакал опубликовали две работы, в которых указали на возможность регистрации нейтрино в реакции с атомом хлора-37 (см. выше).
После этого в руднике Хоумстейк в Южной Дакоте была построена первая нейтринная обсерватория, расположенная в 1500 м под землёй и использовавшая в качестве реагента 600 тонн тетрахлорэтилена. В 1968 году, также с участием Дейвиса, были опубликованы результаты первого эксперимента в этой обсерватории, а Бакал в соавторстве с другими учёными в том же году вычислил теоретически, сколько нейтрино должна зарегистрировать такая обсерватория — эти результаты расходились практически в три раза, что и дало начало проблеме солнечных нейтрино. Дальнейшие эксперименты в Хоумстейке, а затем и в других обсерваториях — Камиоканде, GALLEX, SAGE — и уточнение параметров стандартной модели Солнца подтвердили значительное расхождение теории с наблюдениями.
В 2002 году Дейвис и Масатоси Косиба из обсерватории Камиоканде были удостоены по четверти Нобелевской премии по физике за обнаружение электронного нейтрино и подтверждение существования проблемы солнечных нейтрино соответственно.

### Попытки решения
После обнаружения проблемы выдвигались различные гипотезы, призванные её решить:
- Проблема обусловлена ошибками в наблюдениях: не все произошедшие реакции считываются, либо вероятность реакции с участием нейтрино оценивается неверно.
- Проблема возникает из-за неверных данных о ядерных реакциях в принципе: темп некоторых из них отличается от предсказанного, из-за чего поток нейтрино от Солнца оказывается другим.
- Параметры стандартной модели Солнца неверны, что и порождает проблему: поскольку темп различных ядерных реакций зависит от температуры и давления, то в таком случае темп ядерных реакций и поток нейтрино также окажется другим.
- Нейтрино поглощаются солнечным веществом и часть из них не доходит до Земли.
- Происходят нейтринные осцилляции, из-за которых некоторые электронные нейтрино превращаются в мюонные и тау-нейтрино. Поскольку используемые детекторы могут регистрировать только электронные нейтрино, то из-за осцилляций наблюдаемый поток будет меньшим, чем ожидается в предположении, что нейтрино сохраняют свой тип.

Со временем первые четыре гипотезы были отвергнуты. Идею о возможности осцилляций выдвинул Бруно Понтекорво в 1968 году, а к 1986 году был открыт эффект Михеева — Смирнова — Вольфенштейна, из-за которого осцилляции усиливаются при распространении нейтрино в веществе.

### Экспериментальное подтверждение
Для экспериментального обнаружения нейтринных осцилляций к 1999 году был построен и начал работу детектор SNO, расположенный на глубине около 2 км в Садбери, в Канаде. В качестве реагента в нём использовалось около 1000 тонн тяжёлой воды: атом дейтерия может распадаться на атом водорода и нейтрон при реакции с любым нейтрино, а не только с электронным (см. выше). В 2001 году по результатам работы обсерватории было подтверждено экспериментально, что нейтринные осцилляции происходят, а в 2002 выяснилось, что наблюдаемый поток нейтрино всех типов согласуется с теоретически предсказанным с учётом осцилляций, благодаря чему проблема солнечных нейтрино была решена. В 2015 году за открытие нейтринных осцилляций и доказательство, что нейтрино имеют ненулевую массу, Такааки Кадзита и Артур Макдональд были удостоены Нобелевской премии по физике.